# Henschel Hs 297

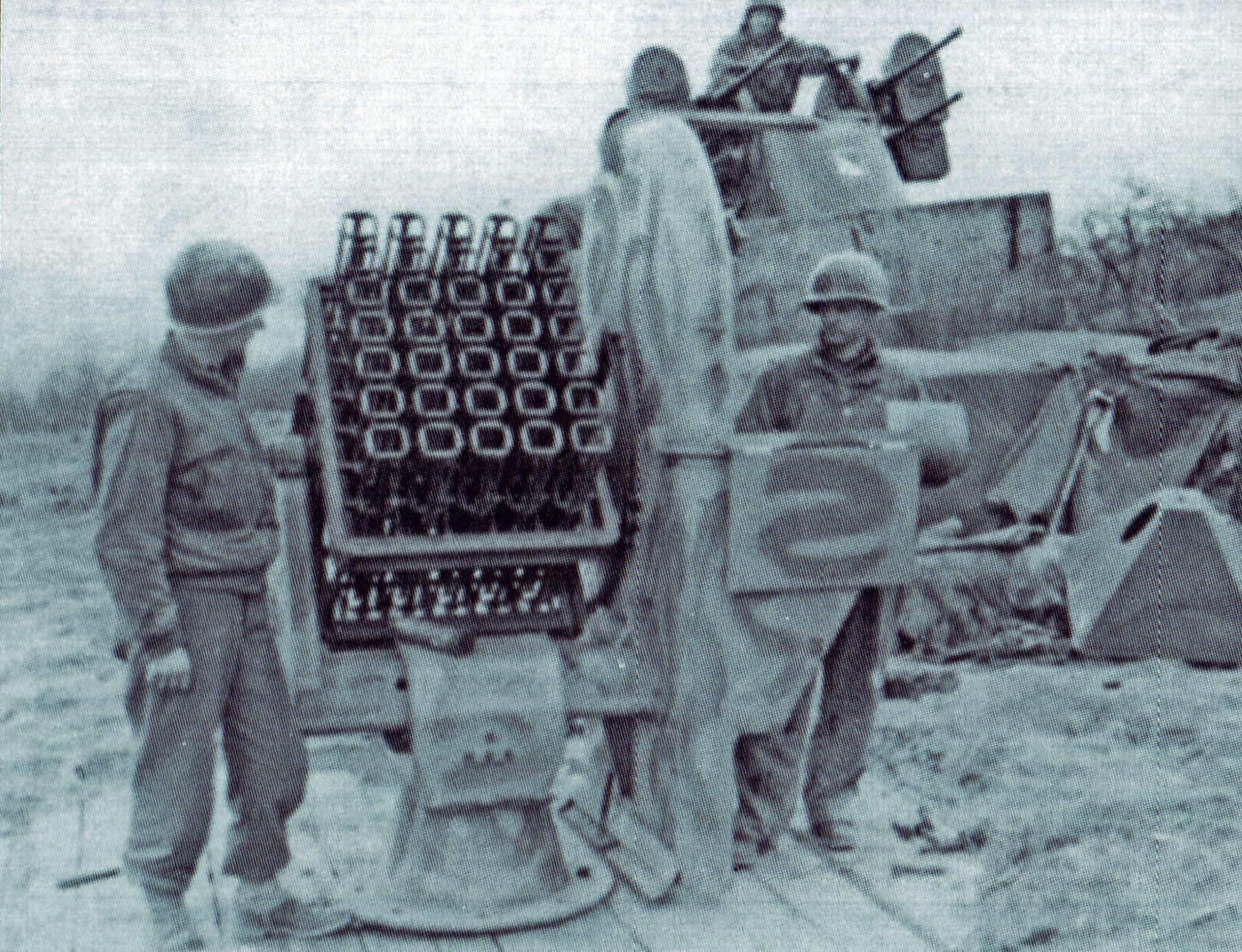
Ein von den US-Truppen erbeuteter Föhn-Werfer – der gelegentlich gebrauchte Spottname „Bierkasten-Flak“ wird nachvollziehbar

Die Henschel Hs 297 Föhn war eine von den Henschel Flugzeug-Werken entwickelte deutsche Kleinst-Flugabwehrrakete im Zweiten Weltkrieg.
Vom Prinzip her ähnelt die Hs 297 der Fliegerfaust, jedoch mit dem Unterschied, dass die Hs 297 nicht als Schulterwaffe konzipiert wurde. Bei beiden Waffensystemen sollten mehrere kleinkalibrige ungelenkte Raketen gegen Tiefflieger eingesetzt werden.
Es gab zwei unterschiedliche Versionen: „Föhngerät“ und „Schießkarren“, beide nutzten die gleiche Rakete. Nur die Föhngeräte waren auf anfliegende Ziele richtbar, die Schießkarren waren dagegen nur für Sperrfeuer geeignet. Schießkarren wurden auf Sperrfeuerräume ausgerichtet und beim Einflug eines Ziels in diese Räume ausgelöst. Die Föhngeräte wurden mittels eines Schwebehalbkreisvisiers im direkten Verfahren gerichtet. Mit dem „Hand-Föhn“ war aber auch eine tragbare, von der Schulter zu schießende Version mit einem Bündel von drei Startrohren in Entwicklung; diese konnte bis Kriegsende jedoch nicht abgeschlossen werden.
Die Raketen hatten ein Kaliber von 7,29 cm bei einer Länge von 29,5 cm und einem Gewicht von 2,7 kg. Der Start erfolgte aus einfach konstruierten Gestellen, die 35 Raketen (5 × 7) aufnehmen konnten und aus denen mehrere Raketen gleichzeitig abgefeuert wurden. Auch Einzelstarts waren möglich. Die Reichweite der Raketen betrug 1200 Meter. Der verwendete Sprengkopf war mit 280 g RDX/TNT gefüllt und besaß einen Aufschlagzünder mit Selbstzerlegeeinrichtung.
Das Gerät war als sogenannter Volks-Fla-R-Werfer für den Masseneinsatz im Volkssturm gedacht. Bis zum Februar 1945 waren 50 Geräte ausgeliefert worden, die für die Truppenerprobung vorgesehen waren. 24 dieser Werfergestelle (4 Züge zu je 6 Werfern, eingesetzt in jeweils 2 Halbzügen) gingen mit der 3./ FlakLehruVersAbt 900 (ortsfest) im Raum Remagen in Stellung und wurden dort am 2. März 1945 erstmals gegen alliierte Jagdbomber eingesetzt. Wenige Tage später, nach der Einnahme der Ludendorff-Brücke bei Remagen, fielen einige der als geheim eingestuften Werfer unbeschädigt in die Hände der Amerikaner. Schon ab Januar 1945 kamen sechs Werfergestelle im Hafenbereich der Insel Helgoland zur Aufstellung, über deren Einsatz jedoch nichts bekannt ist.

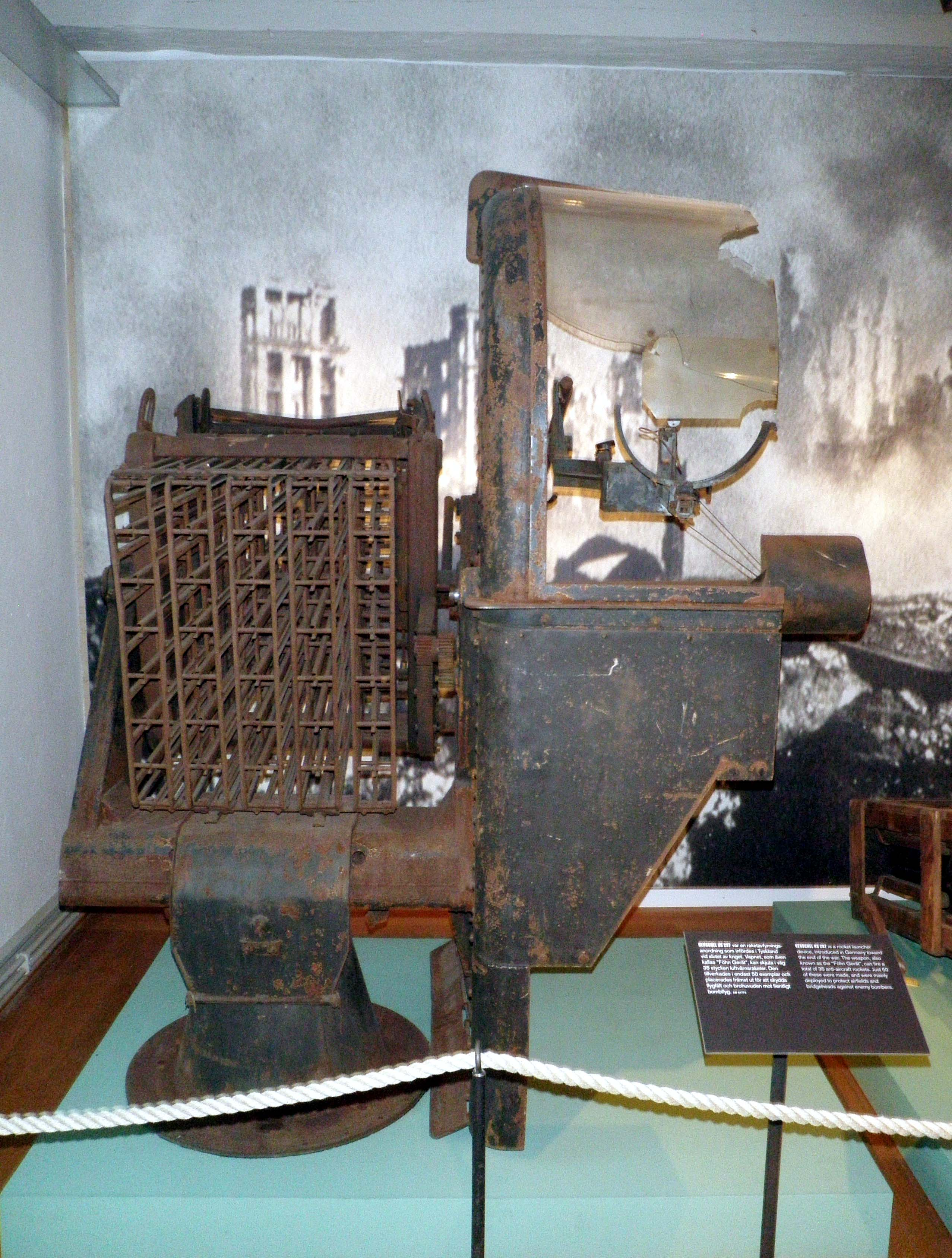
Henschel Hs 297 Föhn-Gerät im Schwedischen Armee Museum in Stockholm
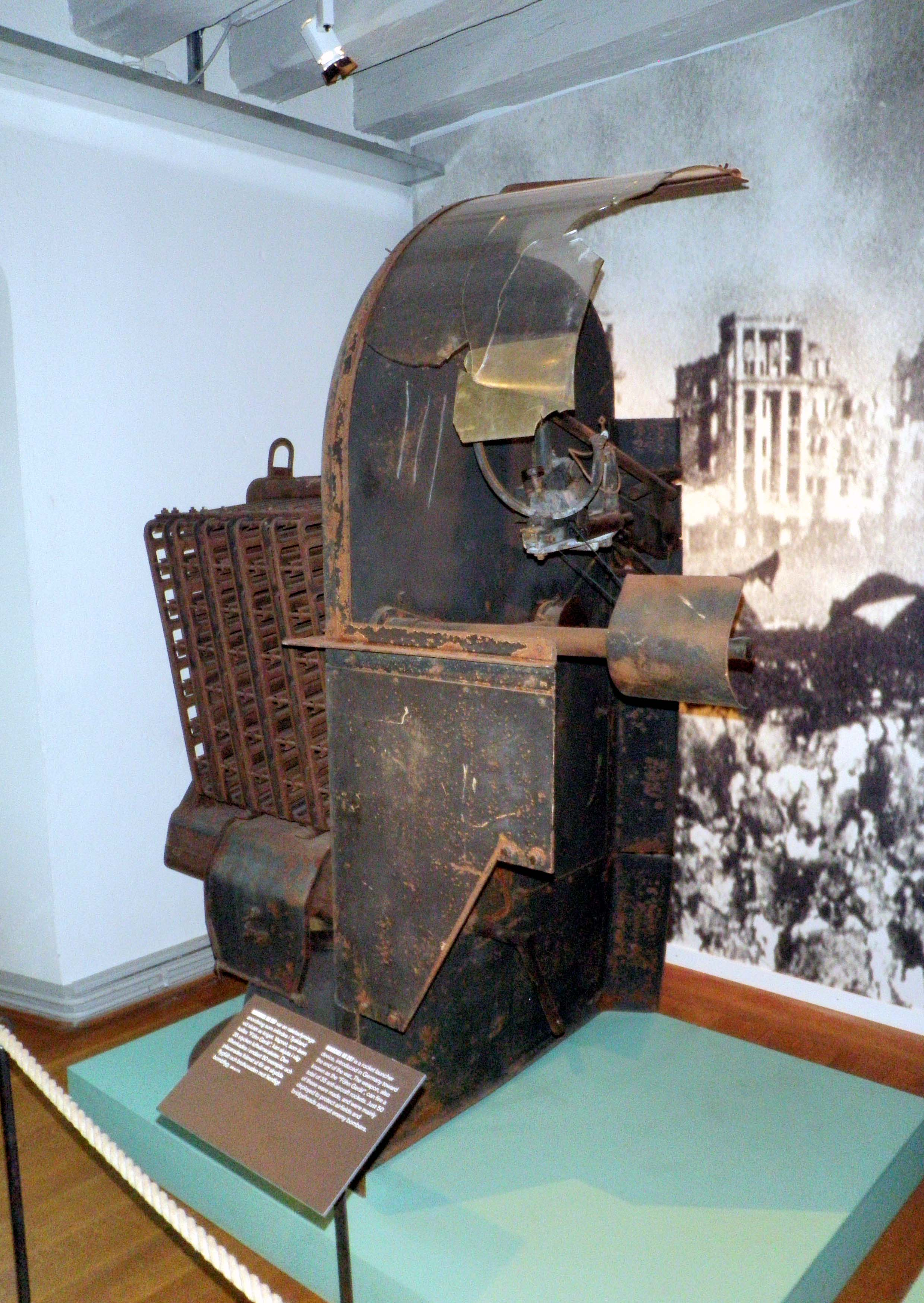
Seitenansicht des Werfers
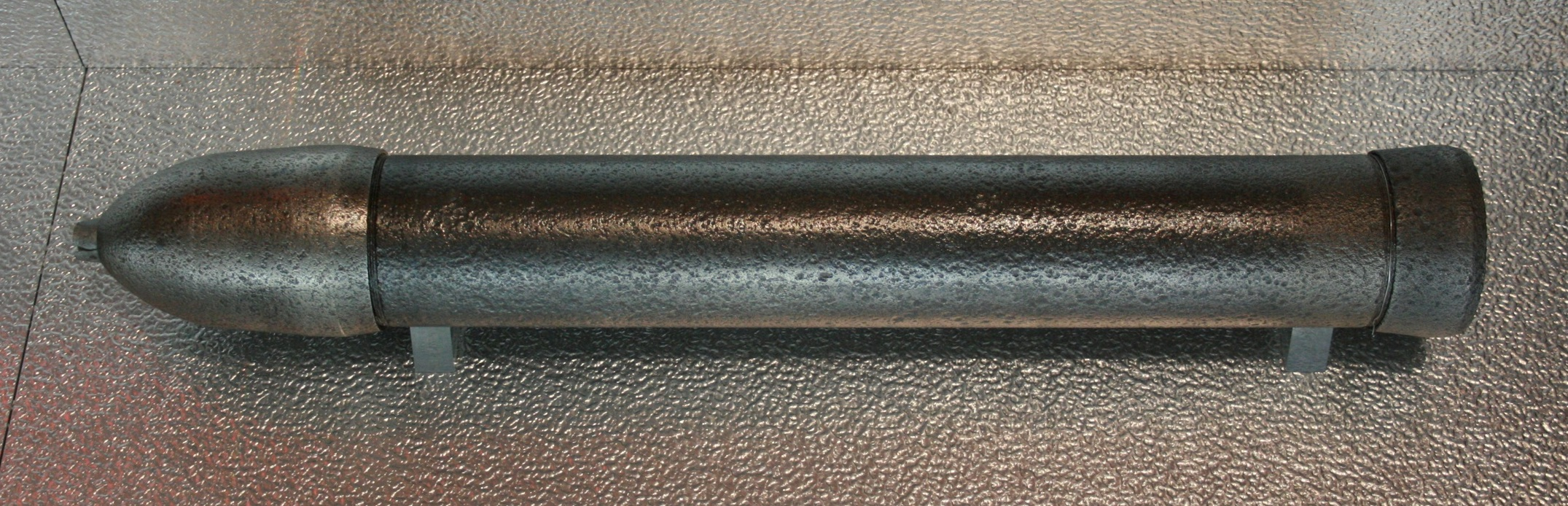
Eine der verwendeten Raketen mit der Bezeichnung „Rauchzylinder 73“
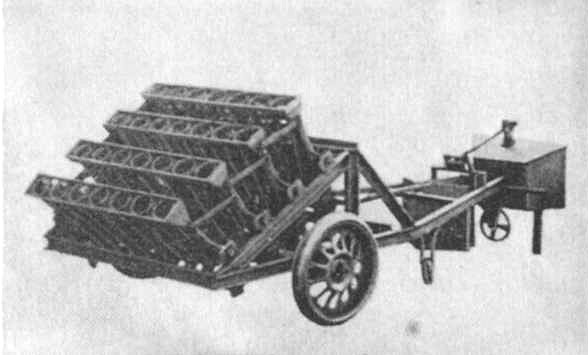
Flak-Raketenwerfer in der Version „Schießkarren“